# Diplectrona ocularia
Diplectrona ocularia là một loài Trichoptera hóa thạch trong họ Hydropsychidae.